# Henry Sewell
Pour les articles homonymes, voir Sewell.
Henry Sewell (né le 7 septembre 1807 à Newport et mort le 14 mai 1879 à Cambridge) est un homme d'État néo-zélandais, premier à occuper le poste de Premier ministre de Nouvelle-Zélande entre le 7 et le 20 mai 1856.

## Biographie

### Jeunesse et débuts
Cinquième enfant d'un solicitor (avocat), il nait dans une famille de la classe moyenne supérieure aisée de l'île de Wight, en Angleterre et devient solicitor à son tour. La mort de son père peu après la faillite de la banque qui gérait l'argent de ce dernier fait hériter à Henry Sewell d'importantes dettes. Il s'établit à Londres, et le député de l'île de Wight, John Simeon (en), l'y convainc de devenir membre de la Canterbury Association (en), association fondée notamment par Edward Gibbon Wakefield et par John Robert Godley (en) pour fonder une nouvelle colonie britannique en Nouvelle-Zélande, îles dont la Couronne britannique a pris possession en 1840. Henry Sewell est employé comme vice-président du comité d'organisation de l'association. Il parvient à assainir les finances de l'association et à acquérir des terres en Nouvelle-Zélande pour y implanter une nouvelle ville coloniale. Il s'y rend en 1852 et obtient la reconnaissance par les autorités coloniales centrales de Nouvelle-Zélande de la nouvelle province du Canterbury, avec pour capitale Christchurch.
Aux premières élections législatives de Nouvelle-Zélande, en 1853, il est élu député de Christchurch à la Chambre des représentants. Avec d'autres, il demande l'instauration d'un gouvernement responsable, et, pour temporiser, le gouverneur par intérim Robert Wynard (en) nomme trois députés -James FitzGerald, Henry Sewell et Frederick Weld- au Conseil exécutif de la colonie. Henry Sewell s'y charge de négocier l'adoption du budget de la colonie par la Chambre des représentants. Ce compromis qui n'est pas un gouvernement responsable ne satisfait toutefois bientôt pas les trois hommes, qui démissionnent de l'exécutif après seulement sept semaines.

### Premier ministre (1856)
Le nouveau gouverneur Thomas Gore Browne consent à ce qu'un gouvernement responsable soit formé après les élections législatives de 1855. James FitzGerald et Frederick Weld ayant tous deux perdu leur siège de député à ces élections, c'est Henry Sewell que le gouverneur Browne nomme Premier ministre de Nouvelle-Zélande le 7 mai 1856, Sewell ayant la confiance de la Chambre des représentants. Il devient ainsi, à l'âge de 48 ans, le premier Premier ministre de l'histoire du pays. Il n'a toutefois pas le temps de mener de réformes : En l'absence de partis politiques, les allégeances à la Chambre sont fluides, et après seulement deux semaines le député William Fox, partisan d'une plus grande décentralisation des pouvoirs au profit des provinces de Nouvelle-Zélande, parvient à constituer une majorité en sa faveur à la Chambre, et remplace Henry Sewell comme Premier ministre.
Une semaine plus tard, le pays a déjà son troisième Premier ministre : Edward William Stafford. Celui-ci fait de Henry Sewell le trésorier (ministre des finances) de son gouvernement, et son vice-premier ministre de facto. Sa principale contribution à ce poste est de piloter avec succès un accord financier entre le gouvernement central et les gouvernements des provinces, en juin 1856. Il démissionne comme trésorier le 21 octobre pour se rendre au Royaume-Uni, où il obtient du gouvernement britannique un prêt de £ 500 000 à la Nouvelle-Zélande, et signe un contrat avec une compagnie maritime pour la création d'un service postal reliant le Royaume-Uni à la jeune colonie.

### Affaires maories
Soucieux de concilier l'expansion foncière et économique de la colonie avec la reconnaissance des droits des Maoris, il conçoit en 1859, avec l'accord du gouverneur Browne, un projet de loi qui garantirait que les tribus maories conserveraient l'usage d'une partie (20 à 30 %) des terres qu'elles vendent, et que des « conseils indigènes » locaux soient institués pour permettre une autonomie aux tribus. Ces conseils n'auraient pas à répondre au Parlement de Nouvelle-Zélande, et seraient sous la souveraineté directe de la Couronne impériale, afin de les préserver de toute spoliation par les élus des colons. Le projet de loi n'est toutefois pas approuvé par le Parlement du Royaume-Uni.
La Première guerre du Taranaki (en), qui éclate en 1860 entre les autorités coloniales et des tribus maories du Taranaki soutenues par le mouvement maori Kingitanga, sont pour Henry Sewell « une cause de détresse ». Pour tenter de contribuer à y mettre fin, il propose en août 1860 une autonomie politique maorie via des conseils maoris locaux et un conseil maori national. Sa proposition est rejetée par le gouvernement néo-zélandais. Il la défend à nouveau lorsqu'en 1861 il est nommé attorney general (principal conseiller juridique) du gouvernement de William Fox. Sa proposition est rejetée par la Chambre des représentants. Lorsque Alfred Domett devient Premier ministre en 1862, il reconduit Henry Sewell au poste d'attorney general, mais Sewell démissionne l'année suivante pour protester contre la décision du gouvernement Domett de confisquer les terres de tribus maories entrées en rébellion. De 1864 à 1865 il redevient attorney general, dans le gouvernement de Frederick Weld.
Ayant enfin suffisamment d'argent pour pouvoir au moins commencer à rembourser les dettes colossales laissées par son père, il retourne en Angleterre de 1866 à 1870. Ministre de la Justice en Nouvelle-Zélande dans le gouvernement de Julius Vogel de 1870 à 1871, il quitte la vie politique en 1873 et retourne définitivement au Royaume-Uni en 1877. Il y meurt deux ans plus tard.